# Ikast
Ikast és una ciutat danesa de la península de Jutlàndia. És la capital del municipi d'Ikast-Brande que forma part de la regió de Midtjylland, ambdós creats l'1 de gener del 2007 com a part d'una reforma territorial.
La ciutat és al centre de la península de Jutlàndia, a 11 quilòmetres de Herning, a 26 km de Silkeborg i a 67 km d'Århus.
La ciutat havia estat un centre important de la producció de teixits de punt de llana, especialment mitges i mitjons. El centre és avui dia una zona comercial de vianants, també s'hi troba el Museu de l'aigua (Ikast Vandværksmuseum) situat a una antiga torre de l'aigua construïda el 1948 i que es va utilitzar fins al 1987.
Ikast és coneguda per l'handbol femení, compta amb el FC Midtjylland Håndbold que va guanyar el campionat danès del 1998, abans denominat Ikast-Brande EH però va canviar el nom quan el 2008 va esdevenir en una secció del FC Midtjylland.